# كونرادين
كونراد الثالث (25 مارس 1252 - 29 أكتوبر 1268)؛ المسمى الأصغر أو الصبي، ولكنه معروف في العادة بـ كونرادين (بالألمانية:Konradin؛ الإيطالية:Corradino)؛ كان آخر وريث مباشر لأسرة هوهنشتاوفن؛ كان دوق شوابيا (1254-1268)؛ ملك بيت المقدس (1254-1268) وصقلية (1254-1258)؛ بعد فشل محاولته لاستعادة صقلية، تم القبض عليه وقطع رأسه.

## طفولته
وُلِد كونرادين في فولفشتاين، بافاريا لأبوين كونراد الرابع ملك ألمانيا وإليزابيث من بافاريا، على الرغم من أنه لم يخلف والده أبدًا كـ ملك الرومان، إلا أنه تم الاعتراف به كملك على صقلية وبيت المقدس من قبل أنصار هوهنشتاوفن في عام 1254.
بعد أن فقد والده عام 1254 نشأ في بلاط خاله وولي أمره لودفيغ الثاني دوق بافاريا. كان الأوصياء عليه قادرين على الاحتفاظ بـ شوابيا من أجله، في حين تم حكم البيت المقدس من قبل أقربائه من العائلة الملكية في قبرص كوصي، وإما صقلية واصل مانفريد الأخ غير الشقيق لوالده في منصب الوصي، لكنه بدأ في وضع خطط لاغتصاب الملكية.
لا يُعرف سوى القليل عن مظهره وشخصيته إلا أنه كان «جميلًا مثل أبشالوم، ويتحدث لاتينية جيدة». على الرغم من أن والده قد عهد بالوصاية عليها إلى الكنيسة، إلا أن البابا ألكسندر الرابع منع انتخاب كونرادين كـ ملك الرومان وعرض أراضي هوهنشتاوفن في ألمانيا على الملك ألفونسو العاشر ملك قشتالة.

## حياته السياسية والعسكرية

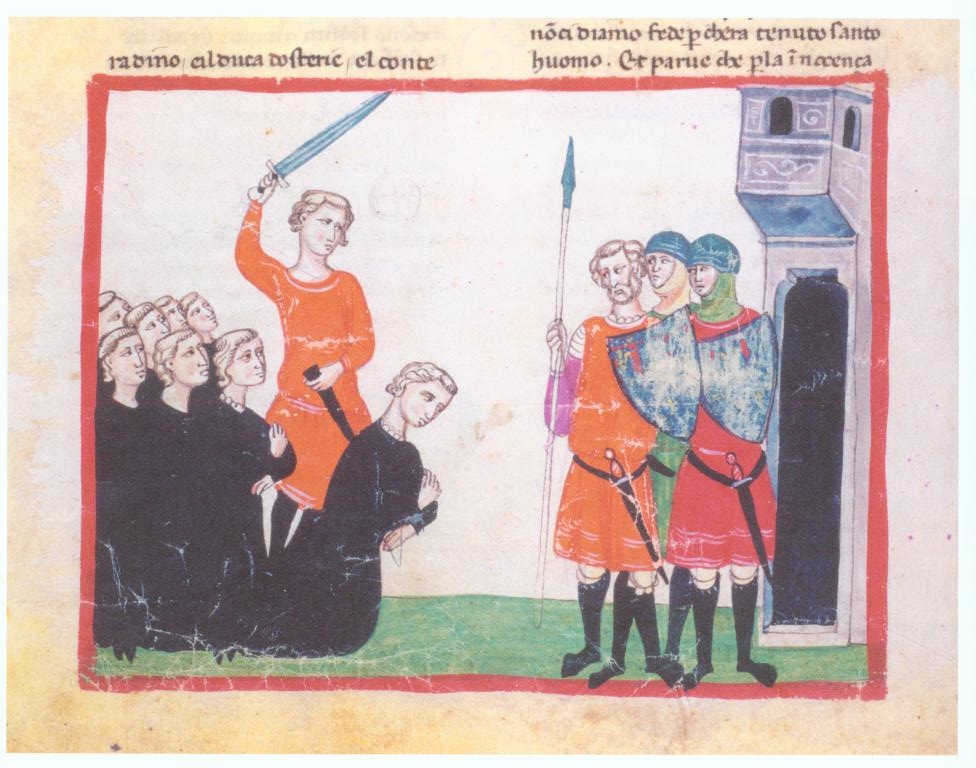
الإعدام العلني بقطع رأس كونرادين في ساحة السوق بمدينة نابولي عام 1268م. منمنمة من "وقائع جيوفاني فيلاني"، النصف الثاني من القرن الثالث عشر، مدينة الفاتيكان، مكتبة الفاتيكان الرسولية، المخطوطة Chigi L VIII 296، الورقة 112 ظهر.

بعد أن اتخذ لقب ملك القدس وصقلية ودوق شوابيا في 1262، وبقى لبعض الوقت في دوقيته. وأول دعوة تلقاها كونرادين إلى إيطاليا جاءت من آل غيلف من فلورنسا الذين طلبوا منه أن يحمل السلاح ضد عمه مانفريد الذي كان أراد التتويج كملك على صقلية في عام 1258، ولكن خاله لودفيغ رفض هذه الدعوة نيابة عنه، لكن مع سقوط مانفريد في عام 1266 أتى مبعوث من مدن غيبلين إلى بافاريا وحثه على المجيء وتحرير إيطاليا. فرهن أراضيه وعبر الألب وأصدر بيانا عاماً في فيرونا، فبين بهذا مطالبه بعرش صقلية.
على الرغم من ارتداد خاله لويس والرفاق الآخرين الذين عادوا إلى ألمانيا، وتهديدات البابا كليمنت الرابع، وقلة الأموال، فقد بدا أن قضيته تتجه نحو الأفضل. وبعد أن أعلن ملكا على صقلية، كان محاربوه في شمال وجنوب إيطاليا يحملون السلاح؛ واستقبل مبعوثه بحماسة في روما؛ ورُحب به في بافيا وبيزا، في نوفمبر 1267 تم حرمانه كنسيا؛ لكن أسطوله انتصر على أسطول شارل دوق أنجو، الذي استولى مملكة صقلية بعد وفاة مانفريد؛ وفي يوليو 1268 تمت تحيته بحماس بالغ في روما. قام بتقوية قواته وزحف نحو لوتشيرا للانضمام إلى قوات المسلمين. في 23 أغسطس 1268 صادف قوات شارل في تالياكوتسو، لكن توق جنوده للحصول على الغنائم منح النصر للفرنسيين. وبعد أن هرب من ساحة المعركة وصل كونرادين إلى روما، ولكنه تصرف وفقا لنصيحة أعطيت له بأن يترك المدينة ووصل إلى أستورا، حيث تم القبض عليه وتم تسليمه إلى شارل الأنجوي. وفي نابولي حوكم كخائن، وفي 29 أكتوبر قطع رأسه مع صديقه ورفيقه فريدرخ البادني الدوق الاسمي للنمسا.

## إرث كونرادين

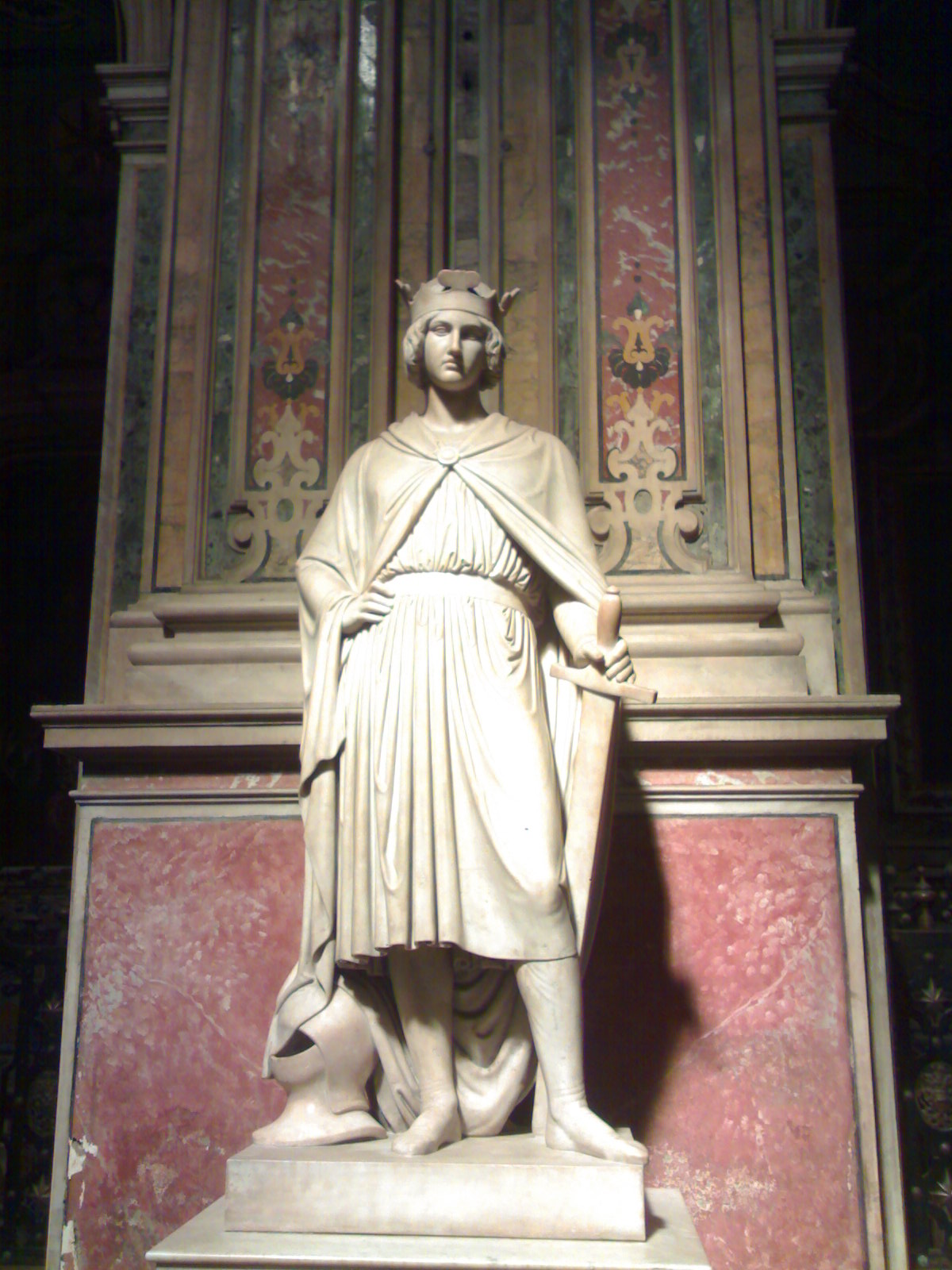
تمثال كونرادين من أعمال ثورفالدسن

انقرضت بموته أسرة هوهنشتاوفن. ما زال رفاته ورفات فريدريك البادني موجودين في كنيسة دير سانتا ماريا ديل كأرميني في نابولي، التي أسستها أمه لأجل روحه؛ وهنا في عام 1847 تم نصب تمثال رخامي من قبل ثورفالدسن في ذكراه من قبل ماكسيمليان ولي عهد بافاريا. كتبت عنه أغنيتان في القرن الرابع عشر في مخطوطات مانيسي، وهي مجموعة القصائد الغنائية الألمانية من القرون الوسطى، وهي محفوظة في هايدلبرغ، وشكل مصيره موضوعا لعدة مسرحيات.